# Grüne Wirtschaft
Die Grüne Wirtschaft ist ein Verband grüner Unternehmerinnen und Unternehmer in Österreich. Sie ist rechtlich ein unabhängiger Verein und eine nahestehende Organisation der Partei Die Grünen – Die Grüne Alternative.
Der Verein wurde im Jahr 1999 gegründet und ist seit der Wirtschaftskammerwahl 2005, bei der österreichweit 4,46 % der Stimmen erreicht wurden, als grüne Fraktion in allen Landeskammern sowie in der Bundeswirtschaftskammer vertreten. Gegliedert ist die Grüne Wirtschaft in neun politisch weitgehend autonome Landesgruppen. Der Sitz des Vereins ist in Wien. Bei den Wirtschaftskammerwahlen im Jahr 2020 erreichte die Grüne Wirtschaft ein bundesweites Ergebnis von 9,5 %.
Zu den vom Verein vorrangig vertretenen Gruppen zählen, laut Selbstdarstellung, die Ein-Personen-Unternehmen, Klein- und Mittelunternehmen.

## Themen und Werte
Die Grüne Wirtschaft setzt sich für die Förderung von sozial und ökologisch verantwortungsvollem Wirtschaften ein. Ein zweiter Fokus liegt auf dem Schaffen von Chancengleichheit in der Wirtschaft.
Die Grüne Wirtschaft bekennt sich zu Ökologie, Diversität und Inklusion, Feminismus, Selbstbestimmung, Gewaltfreiheit, Fairness und Transparenz.
Damit verbundene Forderungen der Grünen Wirtschaft betreffen das Steuer- und Sozialversicherungssystem, um die Rahmenbedingungen speziell für kleine und mittlere Unternehmen gegenüber großen Konzernen zu verbessern.

## Transparenz
Die Grüne Wirtschaft setzt sich mit der Website „Wirtschaftskammer Glasklar“ laufend für Transparenz bei den Wirtschaftskammerfinanzen ein. Wiederholte Kritik wurde an den hohen Rücklagen der Wirtschaftskammer geäußert.
Sämtliche Bilanzen der Grünen Wirtschaft sind öffentlich auf ihrer Website einsehbar.

## Erfolge
2019 setzte die Grüne Wirtschaft mit einem Musterprozess gegen die SVA die Neuregelung des Kinderbetreuungsgeldes für Selbständige durch.
Im Dezember 2022 beschloss der Nationalrat ein innovatives Filmfördermodell, welches unter der Leitung von Grüne Wirtschaft Fachverbandsobmann Alexander Dumreicher-Ivanceanu gestaltet wurde.
Zahlreiche Verbesserungen für Ein-Personen-Unternehmen, wie z. B. die pauschale Absetzbarkeit des Arbeitszimmers, die Anhebung der Grenze für geringwertige Wirtschaftsgüter und im Insolvenzrecht konnten in Zusammenarbeit mit der Grünen Regierungsbeteiligung zwischen 2020 und 2024 durchgesetzt werden.
Durch den Einsatz von Bundessprecherin Sabine Jungwirth wurden mit April 2024 die Rahmenbedingungen für das Ausstellen von e-card mit Foto angepasst, um eine Erleichterung speziell für 24-h-Betreuerinnen und Betreuer zu schaffen.
2024 erreichte die Grüne Wirtschaft durch Fachverbandsmitglied Joachim Ivany die Einrichtung eines neuen Lehrberufs „Fachkraft für vegetarische Kulinarik“, die ab 2025 in Kraft treten soll.

## Geschichte
Die Grüne Wirtschaft wurde 1999 im Kreis des Grünen Rathausclubs von Christoph Chorherr ins Leben gerufen. Für die Wirtschaftskammerwahlen in Wien 2000 stellten sich Volker Plass in Wien und Josef Schaffer in Niederösterreich als Spitzenkandidaten zur Verfügung. Bei ihrem ersten Antreten erreichte die Grüne Wirtschaft bei den Wiener Wirtschaftskammerwahlen 2000 ein Ergebnis von 5,7 % der Stimmen und 60 Fachgruppen-Mandate. Zwei grüne Mandatare zogen ins Wiener Wirtschaftsparlament ein. Volker Plass wurde Bundessprecher der Grünen Wirtschaft.
In den folgenden Jahren wurde der Verein unter Geschäftsführerin Silvia Buschenreiter bundesweit ausgebaut. Bei den Wahlen 2005 trat die Grüne Wirtschaft in allen Landeswirtschaftskammern an und erzielte ein österreichweites Ergebnis von 4,46 % der Stimmen und erstmals drei Mandate im Parlament der Bundeswirtschaftskammer. Die Grüne Wirtschaft zog zudem mit insgesamt 13 Mandaten in acht der neun Landeswirtschaftsparlamente ein. Erstmals stellte die Grüne Wirtschaft mit Fritz Kofler auch den Vorsitzenden der größten Fachgruppe Österreichs, Unternehmensberatung & Informationstechnologie (UBIT) Wien. Außerdem wählte der Bundesfachverband Werbung trotz absoluter Mehrheit des Wirtschaftsbundes den Mandatar der Grünen Wirtschaft Peter Drössler zum Obmann. Das Antreten der Grünen Wirtschaft bei den Landeskammerwahlen 2005 führte zu den ersten Wahlen in der Wirtschaftskammer Vorarlberg.
Die Grüne Wirtschaft trat bei den Wirtschaftskammerwahlen 2010 mit dem Wahlslogan „Das Wirtschaftswunder bist du!“ in ganz Österreich an und erreichte 5,8 % der Stimmen, 319 Mandate in den Fachorganisationen und insgesamt 20 Mandate in 8 Landeswirtschaftskammern. Im Parlament der Bundeswirtschaftskammer war die Grüne Wirtschaft mit 4 Mandaten vertreten: Angelika Hörmann (Tirol), Manfred Mühlberger (Wien), Volker Plass (Wien) und Josef Scheinast (Salzburg).
2011 trug die Grüne Wirtschaft zur Aufdeckung eines Immobilienspekulations-Skandals bei. Die Pensionskassen AG der Wirtschaftskammern und der WKO-Pensionsfonds mussten in Folge mit mehr als 100 Millionen Euro saniert werden.
Die Grüne Wirtschaft konnte bei den Wirtschaftskammerwahlen 2015 als einzige Fraktion in allen neun Bundesländern Stimmen hinzugewinnen und nahezu eine Verdoppelung der Mandate auf 602 erzielen. Mit einem österreichweiten Ergebnis von 9,1 % hielt sie Einzug in die Wirtschaftsparlamente aller Landeskammern und erreichte sieben Mandate im Wirtschaftsparlament der WKO.
Im Rahmen der Generalversammlung im Herbst 2016 wurde Sabine Jungwirth als Nachfolgerin von Volker Plass zur Bundessprecherin der Grünen Wirtschaft gewählt. Roland Koppensteiner übernahm 2017 die Geschäftsführung. Seit 2018 führt Catherine Khazen die Geschäfte der Grünen Wirtschaft.
Bei den WK-Wahlen 2020 erreichte die Grüne Wirtschaft mit dem Wahlmotto „Ja Kamma!“ bundesweit 9,5 % der Stimmen. Damit kam sie auf 596 Mandate und 7 Sitze im bundesweiten Wirtschaftskammerparlament. Erstmals wurde mit Alexander Dumreicher-Ivanceanu im Fachverband Film- und Musikwirtschaft ein Vertreter der Grünen Wirtschaft Obmann eines Bundesfachverbands.
Die Grüne Wirtschaft war zudem bei den Wirtschaftskammerwahlen 2020 maßgeblich bei der Aufdeckung von Wahlbetrug in Kärnten, Oberösterreich und dem Burgenland beteiligt. Die Verfahren endeten mit mehreren Schuldsprüchen.
2024 zählt die Grüne Wirtschaft um die 800 Mitglieder in ganz Österreich.